# 栗谷李珥 (駆逐艦)
栗谷李珥（ユルゴク・イ・イ、日本語読み：りっこく り じ、朝鮮語：율곡이이、ラテン文字:Yulgok Yi I, DDG-992）は、大韓民国海軍の駆逐艦。世宗大王級駆逐艦の2番艦。艦名は李氏朝鮮14代国王宣祖に十万養兵を説いた儒学者の李珥に由来する。この艦名は海軍兵らの意見をまとめ決定された。

## 艦歴
「栗谷李珥」は、KDX-IIIイージスシステム搭載型7,600トン級駆逐艦として大宇造船海洋玉浦造船所で建造され、2008年11月14日進水、2010年9月1日に就役した。
2008年11月14日、慶尚南道巨済市にある玉浦造船所にて挙行された進水式は国防部長官李相熹（イ・サンヒ）、海軍参謀総長丁玉根（チョン・オククン）らが臨席のもとで実施された。
2010年9月から戦闘力総合評価を開始し、9ヶ月後の2011年6月1日に実戦配備された。
2012年に「DDH-981 崔瑩」、「SS-069 羅大用」と共にリムパックに参加する。
2012年12月、北朝鮮によるミサイル発射実験に対応して韓国海軍保有の全イージス艦が出動し不測の事態に備える。同月12日、ミサイルは発射され「DDG-991 世宗大王」と共に黄海上空を飛翔するミサイルの軌跡を探知した。